# Twierdza Szczecin
Twierdza Szczecin (niem. Festung Stettin) – zespół nowożytnych i nowoczesnych umocnień obronnych wzniesionych wokół Szczecina od XVII do końca XIX wieku, stanowiący integralny element systemu fortyfikacji Prus, a następnie Cesarstwa Niemieckiego. Położona strategicznie nad Odrą, przy ujściu rzeki do Zalewu Szczecińskiego, twierdza miała kluczowe znaczenie dla kontroli Pomorza Zachodniego i dostępu do Bałtyku.
Początki ufortyfikowania Szczecina sięgają średniowiecza, jednak rzeczywista rozbudowa w kierunku twierdzy nowożytnej nastąpiła po przejęciu miasta przez Szwedów, a później Prusaków. System twierdzy obejmował m.in. bastiony, raweliny, lunety, reduty, a także forty zewnętrzne i rozbudowaną infrastrukturę zaplecza wojskowego. W XIX wieku, wraz z rozwojem artylerii i zmieniającą się doktryną wojenną, twierdza była kilkukrotnie modernizowana.
Choć Twierdza Szczecin nie odegrała kluczowej roli w żadnym wielkim oblężeniu, była stale utrzymywana i rozwijana aż do początku XX wieku. W okresie II wojny światowej Szczecin ogłoszono twierdzą (niem. Festung Stettin), co jednak miało ograniczone znaczenie militarne. Po wojnie znaczna część umocnień została rozebrana lub wchłonięta przez zabudowę miejską. Do dziś zachowały się fragmenty fortyfikacji, które stanowią istotne świadectwo przeszłości militarnej miasta i są przedmiotem badań archeologicznych oraz działań konserwatorskich.

## Historia i rozwój

### Geneza i początki fortyfikacji

#### Fortyfikacje średniowieczne
Pierwsze umocnienia Szczecina pojawiły się już w IX wieku, kiedy to wokół grodu wzniesiono wał drewniano-ziemny z palisadą. W XI wieku obwarowania te otaczały słowiański gród i podgrodzia. Na przełomie XIII i XIV wieku zastąpiono je kamienno-ceglanymi murami obronnymi, które otaczały miasto i były wyposażone w bramy miejskie.
W 1283 roku po raz pierwszy wspomniano o średniowiecznych murach obronnych i prowadzących do miasta bramach. Te obwarowania zostały zburzone podczas budowy nowych fortyfikacji miejskich przez Fryderyka Wilhelma I w latach 1724–1740.

#### Przekształcenie w twierdzę nowożytną (XVI–XVII wiek)
W czasie wojny trzydziestoletniej, w 1630 roku, Szczecin został zajęty przez wojska szwedzkie. Szwedzi rozpoczęli budowę nowoczesnych fortyfikacji bastionowych, przekształcając miasto w silnie umocniony ośrodek. W trakcie budowy umocnień (lata 1630–1639) wykorzystano średniowieczne obwarowania miasta.

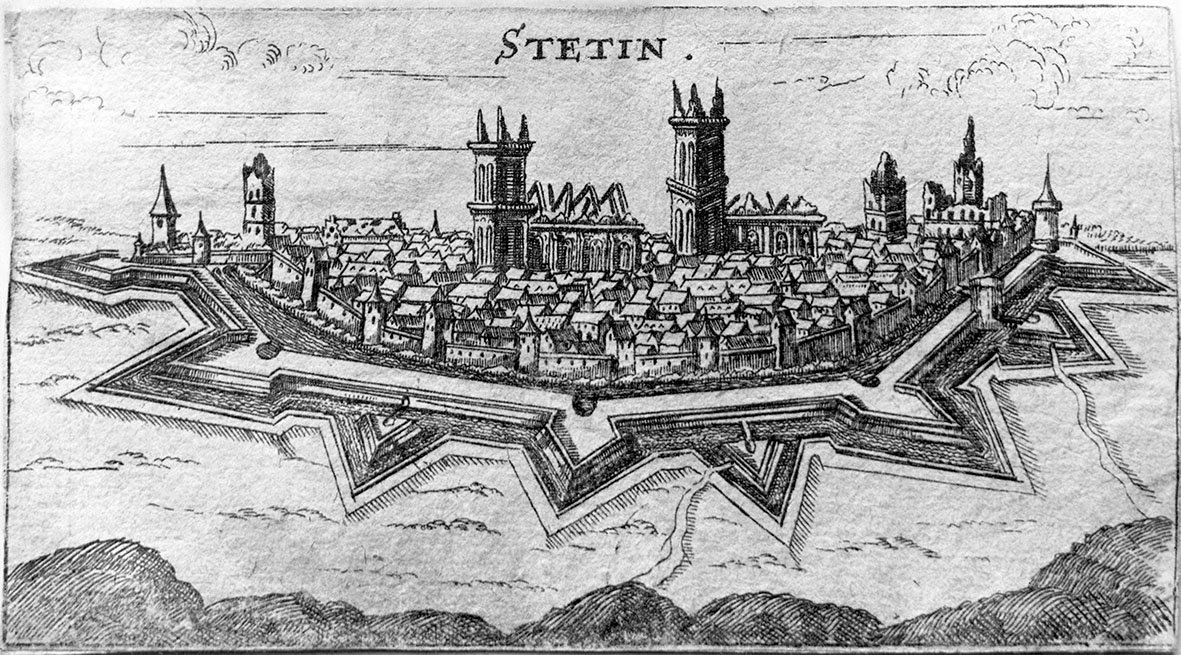
Twierdza Szczecin (1677)

Po opanowaniu Szczecina przez Prusy w 1713 roku, przystąpiono do opracowania planów nowej twierdzy wyposażonej w nowoczesne dzieła fortyfikacyjne, takie jak forty, przeciwstraże, raweliny i lunety. Projektantem twierdzy szczecińskiej był holenderski inżynier wojskowy Gerhard Cornelius van Wallrawe. Pierwsze plany umocnień jego autorstwa powstały w latach 1717–1724. Główną część prac budowlanych wykonano pod jego nadzorem w latach 1724–1740. W ich trakcie przebudowano średniowieczny system bram miejskich.

### Twierdza w okresie szwedzkim (1648–1720)

#### Tło polityczno-militarne
Po zakończeniu wojny trzydziestoletniej, na mocy traktatu westfalskiego z 1648 roku, Szczecin wraz z częścią Pomorza Zachodniego przypadł Szwecji. Miasto stało się stolicą szwedzkiego Pomorza, pełniąc strategiczną rolę w regionie. Szwedzi kontynuowali rozwój fortyfikacji, przekształcając Szczecin w silnie umocnioną twierdzę bastionową. W 1713 roku, podczas Wielkiej Wojny Północnej, miasto zostało zdobyte przez wojska rosyjsko-saskie, co zakończyło szwedzkie panowanie nad Szczecinem.

#### Charakterystyka umocnień
Szwedzi, po przejęciu Szczecina w 1630 roku, rozpoczęli modernizację istniejących umocnień, łącząc średniowieczne mury z nowoczesnymi fortyfikacjami bastionowymi. W latach 1631–1639 wzniesiono osiem bastionów, m.in. Bastion Panieński, Bastion Kaggena, Bastion Piotrowy, Bastion Młyński, Bastion Wysoki Kawaler, Bastion Królewski, Bastion Passawski i Bastion Ślimaczy. Te umocnienia tworzyły system obronny o gwiaździstym narysie, typowym dla epoki. Dopiero po roku 1677, w wyniku dalszej rozbudowy systemu obronnego, wzniesiono dodatkowy – dziewiąty – Bastion Zielony (Grüne Bastion), który domknął pierścień fortyfikacji od strony południowej.

#### Działania zbrojne i garnizon
W okresie szwedzkiego panowania, Szczecin był ważnym punktem strategicznym, co skutkowało licznymi działaniami zbrojnymi. W 1713 roku, podczas Wielkiej Wojny Północnej, miasto zostało oblężone przez wojska rosyjsko-saskie. Oblężenie zakończyło się kapitulacją garnizonu szwedzkiego, dowodzonego przez Johana Augusta Meijera, co oznaczało koniec szwedzkiej obecności w Szczecinie.

### Twierdza w okresie pruskim (od 1720)

#### Modernizacje XVIII wieku
Po przejęciu Szczecina przez Prusy w 1720 roku, władze pruskie przystąpiły do rozbudowy i modernizacji istniejących fortyfikacji. W latach 1724–1740, pod kierunkiem holenderskiego inżyniera Gerharda Corneliusa van Wallrawe, zrealizowano nowoczesny system umocnień, obejmujący bastiony, raweliny, lunety oraz przebudowane bramy miejskie. W tym okresie powstał również Fort Leopolda, zlokalizowany w rejonie dzisiejszych Wałów Chrobrego, który pełnił funkcję kluczowego elementu obronnego od strony Odry.

#### Fortyfikacje napoleońskie
W 1806 roku, podczas wojen napoleońskich, Szczecin został zajęty przez wojska francuskie. Francuzi przystąpili do wzmacniania twierdzy, rozmieszczając w strategicznych punktach miasta umocnienia palisadowe, składające się łącznie z blisko 150 tysięcy bali. Po odzyskaniu miasta przez Prusy w 1813 roku, palisady zostały usunięte, a zespół forteczny poddano modernizacji.

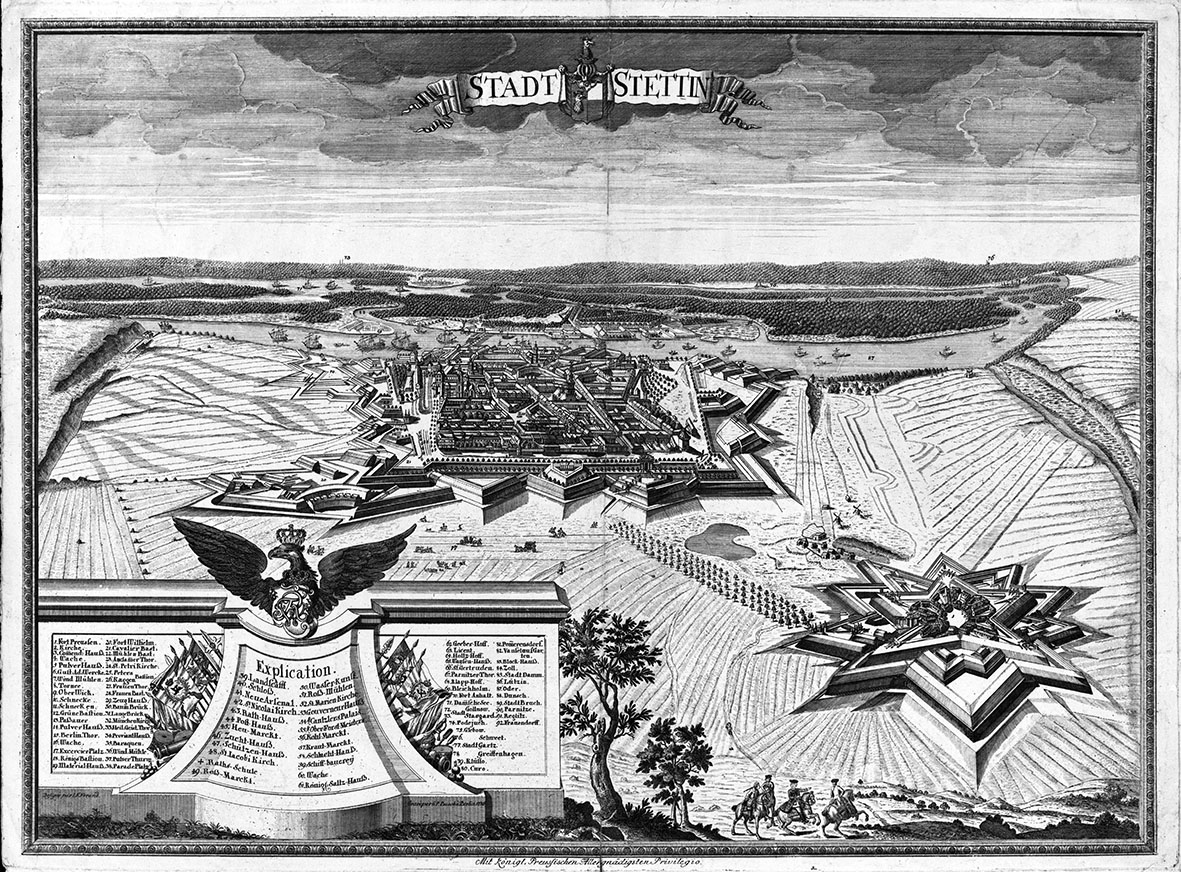
Twierdza Szczecin (1736)

#### XIX-wieczne przebudowy i rozbudowy

Mapa twierdzy Stettin (około 1820 r.)

W XIX wieku, w związku z rozwojem techniki wojskowej i urbanizacji, twierdza Szczecin przeszła kolejne modernizacje. Jednakże, z czasem system fortyfikacji zaczął ograniczać rozwój miasta. W 1873 roku podjęto decyzję o likwidacji twierdzy, co umożliwiło ekspansję urbanistyczną Szczecina. Pozostałości umocnień zostały zburzone lub zaadaptowane do nowych funkcji miejskich.

### Twierdza w dobie industrializacji i rozwoju miasta

#### Rozbudowa systemu fortów zewnętrznych
W drugiej połowie XIX wieku postęp technologiczny i rozwój artylerii dalekiego zasięgu zmusiły pruskie władze wojskowe do opracowania nowego systemu obrony Szczecina, opartego na zewnętrznych fortach oddalonych od centrum miasta. W latach 1860–1873 powstały m.in. Fort Prusy, Fort Brandenburg oraz Fort Gorgast, stanowiące element tzw. pierścienia zewnętrznego. Celem tych obiektów było zatrzymanie przeciwnika zanim dotrze do obszarów miejskich. Forty projektowano w oparciu o najnowsze osiągnięcia fortyfikacyjne, z wykorzystaniem ziemnych wałów, betonowych kazamat i sieci tuneli.

#### Infrastruktura militarna i logistyczna
Wraz z budową nowych fortów rozwinięto również zaplecze techniczno-logistyczne twierdzy. Powstały magazyny amunicji, warsztaty naprawcze, koszary, stacje kolejowe powiązane z siecią forteczną (m.in. stacja Szczecin Zamek), a także nowoczesne systemy komunikacji wewnętrznej. Szczecin zyskał status znaczącego ośrodka militarnego w północnych Niemczech. Inwestycje wojskowe stymulowały lokalną gospodarkę, zwiększając zatrudnienie i rozwijając przemysł metalowy oraz transportowy.

#### Relacje wojska z miastem
Choć twierdza stanowiła strategiczne zabezpieczenie przed potencjalną inwazją, jej obecność miała również wpływ na życie codzienne mieszkańców. Z jednej strony generowała miejsca pracy i sprzyjała gospodarczemu rozwojowi, z drugiej – ograniczała ekspansję miejską, blokując niektóre kierunki zabudowy oraz narzucając restrykcje architektoniczne w strefie fortecznej. Władze miejskie musiały uzgadniać inwestycje urbanistyczne z garnizonem, co prowadziło niekiedy do napięć na tle kompetencyjnym.

### Demilitaryzacja i rozbiórka twierdzy

#### Proces likwidacji fortów
W drugiej połowie XIX wieku, w związku z rozwojem techniki wojskowej i urbanizacji, twierdza Szczecin przestała spełniać swoje funkcje obronne. W 1873 roku podjęto decyzję o likwidacji twierdzy, co umożliwiło ekspansję urbanistyczną miasta. Rozbiórka umocnień fortecznych rozpoczęła się w czerwcu 1873 roku i była poprzedzona długoletnimi staraniami o zniesienie statusu twierdzy.

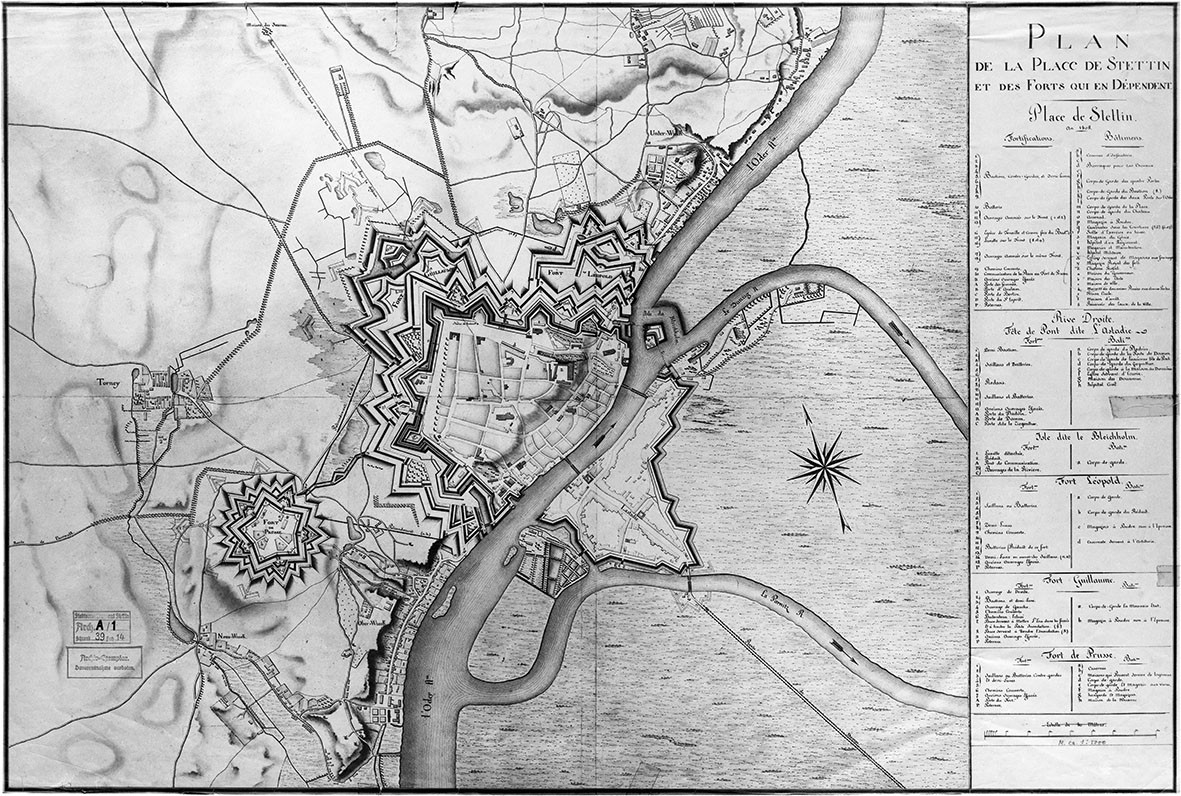
Twierdza Szczecin (1808)

#### Przekształcenia i zmiany funkcji
Po likwidacji twierdzy, tereny poforteczne zostały przeznaczone pod rozwój urbanistyczny. Na miejscu dawnych umocnień powstały nowe dzielnice mieszkaniowe, parki oraz infrastruktura miejska. Przykładem może być przekształcenie dawnych cmentarzy wojskowych w zielone założenia miejskie, takie jak nowy cmentarz wojskowy (Neuer Militair Kirchhof) i stary cmentarz wojskowy (Alter Militair Kirchhof).

#### Spory wokół rozbiórek
Proces rozbiórki twierdzy nie był pozbawiony kontrowersji. Władze miejskie i wojskowe nie zawsze były zgodne co do tempa i zakresu likwidacji umocnień. Niektóre fragmenty fortyfikacji, takie jak mury odkryte podczas prac budowlanych, wzbudzały zainteresowanie społeczne i były przedmiotem dyskusji na temat ich zachowania.

### Po II wojnie światowej

#### Zniszczenia i rozbiórki
Po zakończeniu II wojny światowej znaczna część Szczecina była zniszczona, w tym także elementy dawnej twierdzy. Władze polskie, obejmujące miasto po 1945 roku, kontynuowały proces przekształceń zapoczątkowany jeszcze w XIX wieku. Część dawnych fortyfikacji została rozebrana w ramach usuwania „reliktów niemieckiej przeszłości”, ale także z powodów praktycznych – pod zabudowę mieszkaniową, drogową i przemysłową.

#### Rewitalizacja terenów pofortecznych
W okresie powojennym część terenów pofortecznych zaadaptowano na potrzeby zieleni miejskiej i rekreacji. Powstały parki, skwery i aleje spacerowe, które wkomponowano w historyczny układ przestrzenny. Na przykład, dawny rejon Bastionu Ślimaczego i Bastionu Królewskiego został częściowo zagospodarowany przez Park Żeromskiego.

#### Obiekty przetrwałe
Do czasów współczesnych przetrwało kilka elementów dawnych umocnień twierdzy Szczecin. Najlepiej zachowanymi są fragmenty Bramy Królewskiej i Bramy Portowej, które zostały wpisane do rejestru zabytków i pełnią obecnie funkcje muzealne i ekspozycyjne.
Poza bramami, relikty dawnej twierdzy można znaleźć także w rejonie ulicy Owocowej, na skraju parku przy placu Tobruckim oraz w strukturze komunikacyjnej miasta, np. w układzie niektórych placów i ulic zachowujących narysy dawnych bastionów.

## Wojny i militaria

### Twierdza Szczecin w czasie I wojny światowej
W momencie wybuchu I wojny światowej w 1914 roku Szczecin nie pełnił już formalnie funkcji twierdzy fortecznej. Proces demilitaryzacji i rozbiórki większości umocnień miejskich został zakończony pod koniec XIX wieku. Jednakże, z uwagi na strategiczne położenie miasta jako dużego portu rzeczno-morskiego i centrum przemysłowego, Szczecin nadal odgrywał istotną rolę militarną w strukturze Cesarstwa Niemieckiego.
Na początku wojny w mieście stacjonowały liczne jednostki garnizonowe, w tym oddziały artylerii, piechoty i inżynierii wojskowej. Szczecin był również zapleczem logistycznym dla frontów wschodniego i zachodniego, a w jego portach i warsztatach remontowano okręty wojenne oraz produkowano sprzęt wojskowy.
W trakcie wojny Szczecin nie był bezpośrednio zagrożony działaniami zbrojnymi. Ze względu na odległość od linii frontu oraz silną pozycję Niemiec w regionie, miasto służyło głównie jako centrum mobilizacyjne, magazynowe i szkoleniowe. Na terenie byłych fortyfikacji i placów ćwiczeń zorganizowano obozy rekrutacyjne oraz magazyny wojskowe
Ważną rolę odgrywały także zakłady przemysłowe, takie jak stocznia Vulcan-Werft, która produkowała i modernizowała jednostki pływające dla niemieckiej marynarki wojennej (Kaiserliche Marine). Szczecin był jednym z ważniejszych ośrodków przemysłu stoczniowego na zapleczu Bałtyku.
Mimo oddalenia od działań wojennych, miasto odczuło skutki konfliktu w postaci problemów gospodarczych, braku surowców, spadku produkcji cywilnej oraz rosnących napięć społecznych, szczególnie w końcowych latach wojny.

### Międzywojnie i rozbrojenie twierdzy
Po zakończeniu I wojny światowej i podpisaniu traktatu wersalskiego w 1919 roku, Szczecin, jako część terytorium Niemiec, został objęty międzynarodowymi regulacjami dotyczącymi rozbrojenia. Choć formalnie już wcześniej utracił status twierdzy, traktat nakładał na Niemcy obowiązek całkowitego zaniechania budowy i utrzymywania fortyfikacji w rejonie Szczecina. Dotyczyło to zarówno ewentualnych nowych umocnień, jak i wszelkich istniejących struktur militarnych o potencjale obronnym.
W latach 20. i 30. XX wieku kontynuowano proces fizycznego usuwania dawnych struktur fortecznych, które wcześniej nie zostały jeszcze rozebrane. Pozostałości po bastionach, wałach, fosach czy fortach były sukcesywnie adaptowane do celów cywilnych – przekształcano je w parki miejskie, tereny rekreacyjne, osiedla mieszkaniowe i infrastrukturę miejską.
W tym okresie dawne budowle militarne – jak np. Fort Prusy czy niektóre elementy dawnych bastionów – zostały częściowo wkomponowane w tkankę miejską lub zlikwidowane całkowicie. Infrastruktura wojskowa, która pozostała w mieście (koszary, magazyny, strzelnice), miała już charakter garnizonowy, a nie forteczny. Choć w mieście nadal stacjonowało wojsko, to jego rola została ograniczona do funkcji administracyjno-logistycznych i szkoleniowych.
Rozbrojenie Szczecina było również przedmiotem monitoringu ze strony komisji sojuszniczych, nadzorujących wykonanie postanowień traktatu wersalskiego. Kontrole przeprowadzano m.in. w portach i koszarach, sprawdzając zgodność z zakazem posiadania określonego typu uzbrojenia i infrastruktury militarnej.

### Rola twierdzy w czasie II wojny światowej

#### Festung Stettin
W drugiej połowie II wojny światowej Szczecin został oficjalnie ogłoszony „twierdzą” (niem. Festung Stettin) zgodnie z rozkazem Adolfa Hitlera z 1944 roku. Decyzja ta miała związek z przesuwającym się na zachód frontem wschodnim oraz potrzebą spowolnienia ofensywy Armii Czerwonej poprzez tworzenie punktów oporu na tyłach. Status twierdzy oznaczał, że miasto miało być bronione do ostatniego żołnierza, a ewentualna kapitulacja była zabroniona bez wyraźnego rozkazu Naczelnego Dowództwa Wehrmachtu.
W ramach przygotowań do obrony Szczecina ponownie wykorzystywano dawne obiekty wojskowe oraz doraźnie budowano nowe umocnienia polowe, zapory i punkty oporu. Szczególne znaczenie miały mosty, linia Odry oraz fortyfikacje w rejonie Podjuch i Dąbia. Wykorzystywano także piwnice, bunkry przeciwlotnicze i dawne koszary jako punkty dowodzenia i magazyny.

#### Walki 1945 roku
W marcu 1945 roku Armia Czerwona rozpoczęła natarcie na Pomorze Zachodnie, dążąc do zdobycia strategicznych punktów nad Odrą. Szczecin, jako jeden z ważniejszych węzłów komunikacyjnych i przemysłowych, stał się celem operacyjnym 1. Frontu Białoruskiego. Mimo że miasto formalnie posiadało status twierdzy, jego obrona była nieliczna i źle zorganizowana. Oddziały Wehrmachtu i Volkssturmu nie były w stanie skutecznie opóźnić postępów Armii Czerwonej.

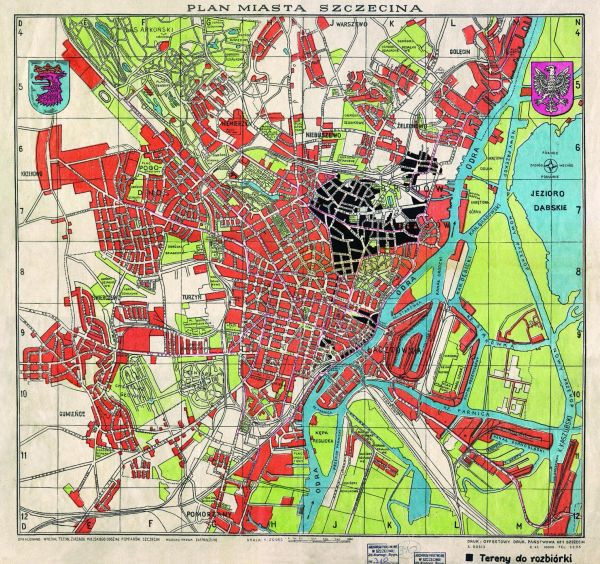
Plan miasta Szczecin (1946), na czarno zaznaczono zniszczone kwartały, które zostały przeznaczone do wyburzenia.

Bezpośrednie walki o Szczecin trwały od 20 do 26 kwietnia 1945 roku, przy czym główne natarcie sił radzieckich miało miejsce od południa i wschodu. Walki uliczne były stosunkowo krótkie, a obrona niemiecka wycofała się na lewy brzeg Odry i w kierunku północnym. W wyniku działań wojennych znaczna część infrastruktury miejskiej i przemysłowej została zniszczona lub poważnie uszkodzona.

#### Upadek twierdzy
Pomimo nadanego statusu twierdzy, Szczecin został zajęty przez Armię Czerwoną bez formalnego oblężenia i bez realizacji koncepcji obrony do końca. Niemiecki garnizon w większości ewakuował się jeszcze przed zajęciem miasta, pozostawiając jedynie drobne oddziały osłonowe. Miasto zostało przejęte przez Armię Czerwoną 26 kwietnia 1945 roku, bez oficjalnej kapitulacji ze strony władz niemieckich.
Zakończenie walk oznaczało definitywny koniec funkcjonowania Szczecina jako miasta-twierdzy. Ocalałe obiekty wojskowe i fortyfikacyjne zostały częściowo zdemontowane lub zaadaptowane przez Armię Czerwoną oraz późniejsze polskie władze administracyjne i wojskowe.

### Kronika wydarzeń militarnych

#### Tabela oblężeń i najazdów
| Strony konfliktu                           | Rok  | Zwycięzca          | Liczba ofiar | Źródło |
| ------------------------------------------ | ---- | ------------------ | ------------ | ------ |
| Królestwo Polskie – Pomorzanie             | 1121 | Królestwo Polskie  | ok. 1500     | [ 38 ] |
| Marchia Brandenburska – Księstwo Pomorskie | 1249 | Księstwo Pomorskie | Nieznana     | [ 39 ] |
| Królestwo Węgier – Pomorze Zachodnie       | 1478 | Układ pokojowy     | ok. kilkuset | [ 40 ] |
| Szwecja – Królestwo Prus                   | 1630 | Szwecja            | ok. 800      | [ 41 ] |
| Królestwo Prus – Szwecja                   | 1677 | Szwecja            | >1000        | [ 42 ] |
| Królestwo Prus – Szwecja                   | 1713 | Prusy              | Nieznana     | [ 43 ] |
| Francja (Napoleon) – Prusy                 | 1806 | Francja            | <100         | [ 44 ] |
| ZSRR – III Rzesza                          | 1945 | ZSRR               | 5000-7000    | [ 45 ] |

#### Tabela buntów
| Buntownicy           | Rok  | Powód                           | Skutek                             | Źródło |
| -------------------- | ---- | ------------------------------- | ---------------------------------- | ------ |
| Najemnicy cesarscy   | 1628 | Niewypłacone żołda              | Spłata zaległości                  | [ 46 ] |
| Żołnierze Pruscy     | 1714 | Warunki mieszkaniowe            | Publiczna chłosta, stłumienie siłą | [ 47 ] |
| Francuscy żołnierze  | 1807 | Dezercja                        | Publiczne powieszenie              | [ 48 ] |
| Mieszkańcy Szczecina | 1848 | Wiosna Ludów                    | Godzina policyjna, aresztowania    | [ 49 ] |
| Marynarze            | 1918 | Demokratyzacja władzy wojskowej | Upadek monarchii w Niemczech       | [ 50 ] |

## Fortyfikacje i uzbrojenie

### Forty zewnętrzne i system obrony
W drugiej połowie XVIII oraz w XIX wieku, w odpowiedzi na rozwój artylerii i zmieniające się metody prowadzenia działań wojennych, rozpoczęto budowę zewnętrznych fortyfikacji Twierdzy Szczecin. Celem było zapewnienie obrony przed nowoczesną artylerią, która zagrażała już nie tylko bezpośrednim murom miejskim, ale także znacznie oddalonym obiektom.

#### Linie obronne, bastiony, reduty
Pierwotny system bastionowy twierdzy, rozwinięty przez Szwedów i Prusaków, przekształcono z czasem w system poligonalny. System zewnętrznych linii obronnych powstał jako odpowiedź na zagrożenie oblężeniem i ostrzałem artyleryjskim z dalszej odległości. Linie te składały się z szeregu fortów ziemno-murowych, redut, rawelinów i lunet, rozmieszczonych promieniście wokół śródmiejskiego rdzenia twierdzy.
Przestrzeń między fortami była celowo zachowana – tzw. "interwały ogniowe" – co umożliwiało ich wzajemne wsparcie artyleryjskie. Kluczowe obiekty były obsadzone artylerią ciężką i średnią, a także posiadały magazyny amunicji, prochownie i kazamaty obronne.

#### Opis poszczególnych fortów
W systemie obronnym Twierdzy Szczecin w XIX wieku wyróżnić można kilka głównych fortów zewnętrznych, z których najważniejsze to:
- Fort Prusy – położony w północno-zachodniej części miasta, zbudowany w stylu poligonalnym, posiadał wały ziemne i ceglane kazamaty. Stanowił główny punkt oporu od strony portu i Niebuszewa.
- Fort Bismarck (Fort Zietena) – zlokalizowany na południowy wschód od miasta, zapewniał ochronę drogi prowadzącej w stronę Gryfina. Wyróżniał się rozbudowanym systemem rowów i stanowisk artyleryjskich.
- Fort Wilhelm – pełnił funkcję fortu artyleryjskiego z kilkoma schronami pogotowia oraz prochownią. Był jednym z najbardziej zmodernizowanych fortów przed końcem XIX wieku.
- Fort Stern (lub Sternschanze) – jeden z najstarszych zewnętrznych fortów, pochodzący z końca XVIII wieku, pełnił funkcję obserwacyjno-obronną.

Każdy z tych obiektów posiadał własne zaplecze, a część z nich była skomunikowana z centrum miasta za pomocą wojskowych dróg i kolejek polowych.

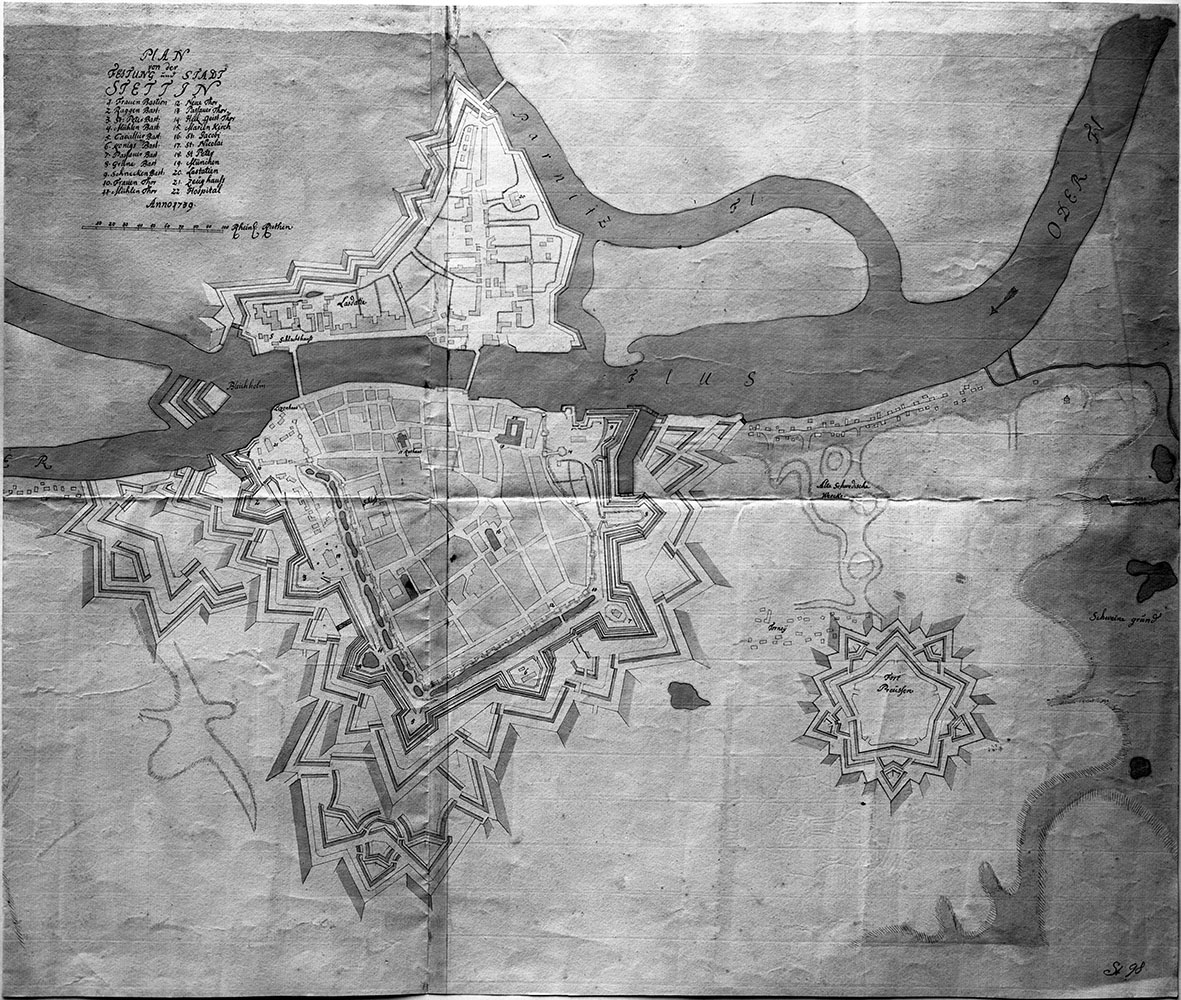
Twierdza Szczecin (1739)

#### Infrastruktura techniczna
Twierdza była nie tylko systemem umocnień, ale także rozbudowaną strukturą logistyczną. Znaczącą rolę odgrywała infrastruktura wspierająca, na którą składały się:
- Magazyny wojskowe – rozmieszczone zarówno w obrębie fortów, jak i w obrębie miasta. Służyły do przechowywania amunicji, żywności, materiałów budowlanych oraz sprzętu.
- Prochownie – specjalne, dobrze zabezpieczone budynki do składowania prochu czarnego i materiałów wybuchowych. Przykładem może być zachowana do dziś prochownia w Parku Kasprowicza.
- Kazamaty – pomieszczenia schronowe, często umieszczone pod wałami lub w bastionach. Umożliwiały przechowywanie broni, czasowe zakwaterowanie żołnierzy oraz prowadzenie ognia z ukrycia.
- Systemy łączności i dróg wojskowych – pomiędzy fortami a głównym rdzeniem twierdzy istniał układ specjalnych traktów umożliwiających szybki przerzut wojsk i dostaw.

Rozwój kolei w XIX wieku spowodował również podłączenie wybranych fortów do infrastruktury kolejowej – umożliwiało to szybkie przemieszczanie sprzętu i ludzi, a także zaopatrzenia.

### System hydrotechniczny twierdzy

#### Kanały zalewowe
W systemie obronnym Twierdzy Szczecin kluczową rolę odgrywały kanały zalewowe, które umożliwiały kontrolowane zalewanie okolicznych terenów. System ten opierał się na wykorzystaniu naturalnego ukształtowania terenu oraz sztucznie przekopanych rowów i śluz. Główne kanały poprowadzono wzdłuż przedpól bastionów, a ich celem było utrudnienie przemieszczania się wojsk nieprzyjaciela i ograniczenie możliwości prowadzenia oblężenia. W okresach zagrożenia, woda z Odry lub jej odnóg mogła zostać skierowana na przedpola, tworząc zalewy o strategicznym znaczeniu obronnym.

#### Rola Odry
Rzeka Odra stanowiła naturalną barierę obronną i była integralną częścią systemu hydrotechnicznego twierdzy. Jej obecność umożliwiała nie tylko zaopatrywanie miasta w wodę, ale także skuteczne wykorzystanie do celów wojskowych – zarówno jako naturalnej fosy, jak i źródła zalewowego dla kanałów obronnych. Szczególnie istotne było kontrolowanie przepływów i poziomu wód – dlatego też wybudowano śluzy, jazy i zapory, które pozwalały na manipulowanie wodą w zależności od potrzeb obronnych.

#### Elementy inżynierii wodnej
Do najważniejszych elementów inżynierii wodnej należały śluzy komorowe, zasuwy, grodzie oraz zapory wodne, które umożliwiały regulowanie dopływu i odpływu wody w systemie kanałów. Dodatkowo zbudowano wały ziemne i rowy opaskowe wzmacniające system obronny. Znaczącym osiągnięciem było stworzenie systemu retencyjnego wokół zewnętrznych fortów, który pozwalał na okresowe zalewanie określonych obszarów w przypadku zagrożenia oblężeniem.

### Uzbrojenie i artyleria

#### Typy dział
Twierdza Szczecin przez wieki była wyposażana w różnorodne typy artylerii, które zmieniały się wraz z rozwojem techniki wojskowej. W okresie szwedzkim dominowały armaty kalibru 6 i 12 funtów, stosowane głównie do ostrzału bezpośredniego. W XVIII wieku, pod panowaniem pruskim, wdrożono większe działa oblężnicze i haubice, umożliwiające rażenie celów zza przeszkód terenowych. XIX wiek przyniósł znaczną modernizację – pojawiły się działa gwintowane, produkowane w arsenale w Spandau i Essen, które miały większy zasięg i celność. W systemie fortyfikacji wykorzystywano również moździerze i działa piechoty mniejszego kalibru, rozmieszczane w redutach i bastionach.

#### Kazamaty i baterie
Działa umieszczano w specjalnie przystosowanych stanowiskach – kazamatach artyleryjskich, które zapewniały osłonę przed ogniem nieprzyjaciela oraz warunkami atmosferycznymi. Były to masywne, sklepione pomieszczenia w murach bastionów i fortów, z otworami strzelniczymi. W systemie szczecińskiej twierdzy szczególną rolę odgrywały „batterien en barbet”, czyli baterie dział na otwartych platformach, umożliwiające ostrzał z pełnym kątem elewacji. W XIX wieku zaczęto wznosić nowoczesne stanowiska typu „Panzerbatterien”, czyli baterie pancerne z osłoną ze stali i betonu, dostosowane do nowych typów broni prochowej.

#### Nowinki techniczne
Wraz z postępem technologicznym twierdza była stopniowo doposażana w nowoczesne rozwiązania militarne. W drugiej połowie XIX wieku wprowadzono mechaniczne windy do podnoszenia amunicji w fortach oraz wentylowane kazamaty z własnym systemem cyrkulacji powietrza. W niektórych fortach eksperymentowano również z zastosowaniem oświetlenia gazowego, a następnie elektrycznego. W ostatnich dekadach istnienia twierdzy testowano również systemy komunikacji kablowej i prototypy wież obrotowych dla dział ciężkich, wzorowane na rozwiązaniach francuskich i austriackich.

### Wojskowa architektura i inżynieria

#### Style architektoniczne
Twierdza Szczecin odzwierciedlała zmieniające się nurty architektury militarnej w Europie od XVII do XIX wieku. Początkowo dominował styl bastionowy, inspirowany włoską szkołą renesansową, w której zakładano gwiaździste narysy, bastiony i raweliny mające na celu rozproszenie ognia artylerii przeciwnika.
W XVIII wieku, za panowania pruskiego, fortyfikacje przebudowywano według wzorców francuskiej szkoły Vaubana, charakteryzującej się bardziej złożonym systemem obronnym.
W XIX wieku do twierdzy wprowadzano elementy stylu neogotyckiego i klasycystycznego, szczególnie w zabudowie koszarowej i administracyjnej.

#### Inżynierowie i projektanci
Pierwszym znaczącym projektantem nowożytnych umocnień Szczecina był holenderski inżynier Gerhard Cornelius van Wallrawe, który w latach 1717–1740 opracował i nadzorował przebudowę szwedzkich umocnień.
W XIX wieku prace prowadzili inżynierowie Korpusu Inżynierii Wojskowej Królestwa Prus, m.in. płk. Friedrich August Stüler i mjr Eduard von Flies.

#### Rola nowoczesnych rozwiązań
Na przestrzeni wieków Twierdza Szczecin adaptowała nowinki technologiczne i inżynieryjne. System zalewowy z XVIII wieku pozwalał na kontrolowane zatapianie przedpola z użyciem wód Odry, co było typowe dla pruskich twierdz rzecznych.
W XIX wieku wprowadzono cegłę klinkierową, beton i systemy wentylacji, a także forteczną kolej polową i schrony amunicyjne.

## Twierdza i miasto

### Wpływ twierdzy na urbanistykę Szczecina

#### Ograniczenia zabudowy
Funkcjonowanie Twierdzy Szczecin miało bezpośredni wpływ na rozwój przestrzenny miasta. Przez większą część XVIII i XIX wieku obowiązywał tzw. pas warowny – strefa o szerokości od 400 do 600 metrów wokół murów i fortyfikacji, w której zabraniano jakiejkolwiek stałej zabudowy. Obszar ten był utrzymywany w stanie niezabudowanym, a wszelkie wznoszone tam obiekty musiały być nietrwałe i łatwe do zniszczenia w przypadku zagrożenia militarnego. Takie ograniczenia znacząco spowalniały rozwój miejski oraz ograniczały inwestycje budowlane.

#### Nowe ulice i dzielnice
Dopiero stopniowa likwidacja twierdzy w II połowie XIX wieku umożliwiła ekspansję urbanistyczną. W miejscu rozebranych wałów i bastionów wytyczano nowe arterie komunikacyjne oraz place. Przykładem może być powstanie dzisiejszej alei Niepodległości (dawna Paradeplatzstraße), poprowadzonej przez tereny po wyburzonym Bastionie Królewskim. Równolegle zaczęły powstawać nowe dzielnice mieszkaniowe – takie jak Nowe Miasto (niem. Neustadt), rozwijające się na południe i zachód od dotychczasowych granic miejskich.

#### Przykłady adaptacji terenów
Dawne obszary fortyfikacyjne i popoforteczne zaczęto adaptować na potrzeby cywilne już pod koniec XIX wieku. W miejscu dawnej fosy i umocnień powstały tereny zielone i bulwary. Na przykład, w miejscu bastionu Passawskiego urządzono park i promenadę, a część fos przekształcono w kanały melioracyjne lub zasypano pod inwestycje miejskie. Tereny po fortach zewnętrznych – np. Fortu Przedniego Młyńskiego – zagospodarowano pod magazyny, kolej i ogrody działkowe.

### Twierdza a życie codzienne mieszkańców

#### Ograniczenia i zakazy
Życie codzienne mieszkańców Szczecina było przez wiele dekad podporządkowane obecności twierdzy i regulacjom wojskowym. Obowiązywały liczne zakazy – np. dotyczące budowy trwałych obiektów w strefie fortecznej, ograniczenia wysokości budynków w sąsiedztwie umocnień czy zakaz poruszania się po wałach i fosach bez odpowiednich zezwoleń. Często nakładano także godziny policyjne, a w czasie napięć politycznych lub manewrów wojskowych – całkowite zamknięcia niektórych ulic i placów.

#### Handel i rynek wojskowy
Obecność garnizonu szczecińskiego generowała popyt na różnorodne towary i usługi. Miasto rozwijało lokalny rynek zaspokajający potrzeby żołnierzy i administracji wojskowej – od dostaw żywności i odzieży po usługi rzemieślnicze i rozrywkowe. Organizowano przetargi wojskowe, a w niektórych rejonach miasta powstały wyspecjalizowane dzielnice usługowe, w tym karczmy, łaźnie i domy publiczne skierowane do żołnierzy. Handlarze i dostawcy cywilni musieli działać pod ścisłą kontrolą intendentury wojskowej.

#### Obecność żołnierzy w życiu cywilnym
Żołnierze garnizonu byli obecni w codziennym życiu mieszkańców – nie tylko poprzez służbę, ale i jako konsumenci, pracownicy pomocniczy, a czasem również członkowie rodzin mieszanych. Wiele rodzin oficerskich mieszkało w kwaterach poza koszarami, co sprzyjało integracji społecznej. Obecność armii miała też aspekt kulturowy – organizowano parady, uroczystości wojskowe i koncerty orkiestr garnizonowych. Niemniej, okresowo dochodziło do napięć, zwłaszcza w czasie poboru rekruta lub stacjonowania wojsk z zewnątrz, które nierzadko prowadziły do ekscesów i konfliktów z lokalną ludnością.

### Rola twierdzy w gospodarce miasta

#### Przemysł militarny
Obecność twierdzy przyczyniła się do rozwoju przemysłu o charakterze militarnym, zwłaszcza od XVIII wieku. W Szczecinie funkcjonowały zakłady produkujące broń ręczną, amunicję i elementy umocnień, a także warsztaty naprawcze dla artylerii i sprzętu wojskowego. Na potrzeby garnizonu działały młyny wojskowe, browary, piekarnie i magazyny zaopatrzeniowe. W XIX wieku istniały także stocznie obsługujące flotę rzeczną i wojskową, w tym jednostki barek pontonowych i łodzi saperskich.

#### Zatrudnienie i kontrakty
Twierdza była jednym z największych pracodawców w mieście. Oprócz etatowych żołnierzy i oficerów, zatrudniano setki cywilów w charakterze rzemieślników, pomocników budowlanych, kucharzy, kierowców, kowali, krawców czy pracowników porządkowych. Wieloletnie kontrakty na dostawy i usługi zawierane były z lokalnymi przedsiębiorcami, co przyczyniało się do utrzymania stabilności gospodarczej Szczecina. Rzemiosło i usługi funkcjonowały pod auspicjami administracji wojskowej, często z preferencjami podatkowymi lub uprzywilejowanymi stawkami.

#### Dostawy i logistyka
Funkcjonowanie twierdzy wymagało sprawnego systemu zaopatrzenia. Regularne transporty żywności, materiałów budowlanych i amunicji wpływały na rozwój lokalnego rynku, a także infrastruktury transportowej. Port rzeczny w Szczecinie był wykorzystywany do transportów wojskowych, a istnienie magazynów wojennych i składów węglowych, mącznych czy siana podkreślało zaplecze logistyczne twierdzy. Na potrzeby armii wybudowano również wojskowe linie kolejowe i bocznice do fortów oraz koszar, zintegrowane z miejską siecią transportową.

### Zagospodarowanie pozostałości po twierdzy
Współczesny Szczecin w dużym stopniu wykorzystał relikty twierdzy jako elementy przestrzeni publicznej, parków, infrastruktury miejskiej oraz adaptowanych zabytków. Pozostałości umocnień bastionowych, fortów i urządzeń hydrotechnicznych są dziś w różnym stanie zachowania – od kompletnie zniszczonych po zrewaloryzowane.

#### Parki, obiekty użyteczności publicznej
- Park Żeromskiego – założony na miejscu dawnego wału ziemnego i części bastionów zachodnich. Wciąż widoczne są nieregularne ukształtowania terenu świadczące o dawnym charakterze przestrzeni[84].

- Wały Chrobrego (niem. Hakenterasse) – monumentalny taras widokowy wybudowany na miejscu dawnych umocnień artyleryjskich. Stanowi obecnie jedną z głównych atrakcji turystycznych miasta[85].

- Aleja Piastów i plac Kościuszki – arterie poprowadzone w miejscu zlikwidowanych linii obronnych południowej twierdzy; teren zabudowany w stylu modernistycznym i historyzującym na początku XX wieku[60].

- Bulwary nadodrzańskie(inne języki) – strefa rekreacyjna powstała na terenie dawnych portowych magazynów wojskowych i urządzeń hydrotechnicznych twierdzy. Zachowane są elementy dawnych nabrzeży i fundamentów fortecznych.

#### Przykłady współczesnych adaptacji
- Fort Prusy (na Łasztowni) – zachowane fragmenty obwałowań wykorzystywane są jako teren spacerowy i miejsce wydarzeń kulturalnych. Planuje się ich rewitalizację z zachowaniem funkcji edukacyjnej[86].

- Kazamaty przy ul. Małopolskiej – zachowany fragment podziemnych pomieszczeń twierdzy, obecnie użytkowany jako zaplecze techniczne i magazyny. Trwają rozważania o ich udostępnieniu turystom[87].

- Fort Wilhelma(inne języki) – dawny zespół ziemnych umocnień w rejonie dzisiejszej dzielnicy Sródmieście częściowo zachowany i rozpoznawalny w strukturze zieleni miejskiej[88].

- Bastion Ślimaczy(inne języki) – teren dawnych umocnień dziś zajmowany przez tereny kolejowe i magazynowe, lecz część reliktów znajduje się pod opieką konserwatora zabytków. Trwają starania o objęcie ochroną obszaru i jego ekspozycję historyczną[89].

## Ludzie i administracja

### Garnizon Twierdzy Szczecin
Twierdza Szczecin przez wieki była siedzibą licznych formacji wojskowych – od piechoty, przez artylerię, aż po jednostki inżynieryjne. Jej rola militarna przekładała się bezpośrednio na strukturę społeczną miasta i rozwój instytucji wojskowych.

#### Liczba i skład jednostek
| Nacja                | Rok       | Ilość żołnierzy | Źródło |
| -------------------- | --------- | --------------- | ------ |
| Prusy                | 1740      | 2.000-4.000     | [ 58 ] |
| Prusy                | 1783      | 3.370           | [ 90 ] |
| Prusy                | 1806      | 2.800           | [ 91 ] |
| Francja              | 1806-1813 | 3.500-5.000     | [ 92 ] |
| Prusy                | 1850      | 5.600           | [ 93 ] |
| Cesarstwo Niemieckie | 1873      | 7.800           | [ 94 ] |
| III Rzesza           | 1945      | 15.000-16.000   | [ 95 ] |

#### Życie codzienne żołnierzy
Żołnierze mieszkali w barakach, kazamatach lub specjalnych koszarach fortecznych. Obowiązywała ich codzienna musztra, służby wartownicze i ćwiczenia bojowe. W czasie pokoju część z nich pracowała przy konserwacji fortyfikacji, szkoleniach rekrutów oraz w warsztatach wojskowych.
Wielu wojskowych zakładało rodziny w Szczecinie, co miało wpływ na rozwój tzw. dzielnic garnizonowych, np. w rejonie dzisiejszej alei Piastów. Istniały wojskowe kuchnie, pralnie, szpitale i szkoły.

#### Kultura garnizonowa
Szczeciński garnizon posiadał własne tradycje ceremonialne – parady, przysięgi, uroczystości rocznicowe. Działały tu wojskowe chóry, orkiestry i kluby oficerskie. Od końca XIX wieku istniała też wojskowa drukarnia i pismo informacyjne dla żołnierzy.
W garnizonie organizowano pokazy strzeleckie, zawody szermiercze i bale oficerskie. Wojskowe orkiestry często koncertowały w parkach miejskich i podczas uroczystości religijnych.

### Administracja twierdzy

#### Dowództwo i struktura biurokracji
Administracja Twierdzy Szczecin była ściśle podporządkowana wojskowej hierarchii Prus, a następnie Cesarstwa Niemieckiego. Na jej czele stał komendant twierdzy (niem. Festungskommandant), mianowany bezpośrednio przez króla (później cesarza), zazwyczaj w randze generała lub pułkownika.
Podlegali mu:
- Oficerowie sztabowi – odpowiedzialni za operacyjne funkcje obronne oraz planowanie[65]
- Oficer inżynieryjny (niem. Festungsingenieur) – zarządzał utrzymaniem, budową i modernizacją fortyfikacji[99]
- Oficer artyleryjski – nadzorował uzbrojenie twierdzy, w tym rozmieszczenie dział i stan amunicji[65]
- Komisarz aprowizacyjny – prowadził dokumentację i logistykę zaopatrzeniową (żywność, mundury, broń)[100]
- Administracja cywilno-wojskowa – zajmowała się rejestracją mienia, finansami oraz relacjami z władzami miejskimi[65]

Twierdza posiadała również kancelarię wojskową, w której prowadzono dokumentację związaną z obiegiem rozkazów, dyscypliną, promocjami i stanem osobowym garnizonu.

#### Sądy wojskowe i ordynanse
W skład administracji wchodził również sąd wojenny (niem. Kriegsgericht), który rozpatrywał sprawy dyscyplinarne, dezercje, sabotaż i przestępstwa żołnierzy służących w garnizonie. Procesy te miały charakter zamknięty i odbywały się w trybie przyspieszonym, zwłaszcza w czasie wojny. Kary obejmowały degradacje, kary cielesne, a w przypadkach ciężkich – egzekucje. Funkcjonowanie twierdzy regulowały szczegółowe ordynanse wojskowe, m.in. Preußisches Exerzier-Reglement oraz Festungsreglement, które określały:
- obowiązki i prawa żołnierzy,
- zasady alarmowe i obronne,
- procedury ewakuacyjne i mobilizacyjne,
- zarządzanie stanem wojennym w mieście[103].

W czasie pokoju obowiązywał „Ordnung für das Garnisonsleben”, regulujący codzienny rytm życia w twierdzy (np. apel, inspekcje, porządek dnia, regulamin kontaktu z ludnością cywilną).

### Komendanci Twierdzy Szczecin

#### Lista komendantów z latami służby
| Imię i nazwisko                        | Lata służby | Stopień wojskowy | Uwagi                                                      | Źródło  |
| -------------------------------------- | ----------- | ---------------- | ---------------------------------------------------------- | ------- |
| Christian August von Anhalt-Zerbst     | 1729–1741   | Generalmajor     | Ojciec carycy Katarzyny II; późniejszy gubernator twierdzy | [ 96 ]  |
| Heinrich Karl von der Marwitz          | 1741        | Generalleutnant  |                                                            | [ 105 ] |
| Carl Wilhelm von Bredow                | 1741–1747   | Generalmajor     |                                                            | [ 106 ] |
| Christian Gottfried von Uchtländer     | 1747–1752   | Generalmajor     | Komendant w okresie pokoju                                 | [ 107 ] |
| Hans Otto von Treskow                  | 1752–1754   | Generalmajor     |                                                            | [ 108 ] |
| Georg Friedrich von Amstel             | 1754–1762   | Generalmajor     |                                                            | [ 109 ] |
| Constantin Guido von Podewils          | 1762        | Generalmajor     |                                                            | [ 110 ] |
| Nikolaus Lorenz von Puttkamer          | 1762–1783   | Generalleutnant  |                                                            | [ 111 ] |
| Johann Georg Ferdinand von Damm        | 1783–1797   | Generalmajor     |                                                            | [ 112 ] |
| Kurd Gottlob von Knobelsdorff          | 1797–1806   | Generalmajor     | Kapitulował przed Francuzami w 1806 roku                   | [ 113 ] |
| Christian Friedrich Wilhelm von Ploetz | 1813–1814   | Generalmajor     | Odbudowa twierdzy po okupacji francuskiej                  | [ 114 ] |
| Constantin von Lossau                  | 1814–1815   | Generalmajor     | Późniejszy komendant twierdzy w Gdańsku                    | [ 115 ] |
| Friedrich Adolf Ludwig von Bismarck    | 1815–1816   | Generalmajor     | Krótka kadencja związana z Kongresem Wiedeńskim            | [ 116 ] |
| August Hiller von Gaertringen          | 1816–1817   | Generalmajor     | Wcześniej komendant twierdzy w Minden                      | [ 117 ] |
| Karl August Adolf von Krafft           | 1817–1825   | Generalleutnant  |                                                            | [ 118 ] |
| Konstantin von Zepelin                 | 1825–1864   | Generalmajor     |                                                            | [ 119 ] |
| Franz von Boehn                        | 1864–1868   | Generalleutnant  | Komendant w okresie wojny duńsko-pruskiej                  | [ 120 ] |
| Alexander von Freyhold                 | 1868–1872   | Generalleutnant  | Komendant w okresie wojny francusko-pruskiej               | [ 121 ] |
| Leo von der Osten-Sacken               | 1872–1875   | Generalleutnant  | Ostatni komendant przed likwidacją twierdzy                | [ 122 ] |

### Gubernatorzy Szczecina w okresie twierdzy

#### Lista gubernatorów[123][46][72][57][47]
| Imię i nazwisko                      | Lata służby | Państwo | Uwagi                           |
| ------------------------------------ | ----------- | ------- | ------------------------------- |
| Johan Banér                          | 1630–1641   | Szwecja |                                 |
| Lennart Torstensson                  | 1641–1647   | Szwecja |                                 |
| Carl Gustaf Wrangel                  | 1647–1676   | Szwecja |                                 |
| Otto Wilhelm Königsmarck             | 1676–1681   | Szwecja |                                 |
| Nils Bielke                          | 1681–1698   | Szwecja |                                 |
| Carl Gustaf Rehnskiöld               | 1698–1705   | Szwecja |                                 |
| Johan August Meijerfeldt             | 1705–1713   | Szwecja |                                 |
| Gerhard Cornelius von Walrave        | 1713–1740   | Prusy   | (komendant i naczelny inżynier) |
| Hans Sigismund von Lestwitz          | 1750–1760   | Prusy   |                                 |
| Wilhelm René de l’Homme de Courbière | 1783–1793   | Prusy   |                                 |
| Franz von Penne                      | 1793–1806   | Prusy   |                                 |
| Baron Claude-Matthieu de Gardane     | 1806–1813   | Francja | (fr. Grandeau)                  |
| François Dufresse                    | 1813        | Francja |                                 |
| Friedrich Wilhelm von Bülow          | 1813–1816   | Prusy   |                                 |
| Karl Ernst von Canitz und Dallwitz   | 1830–1848   | Prusy   |                                 |

#### Rola urzędu i wpływ na miasto
Urzędy wojskowe związane z funkcjonowaniem twierdzy szczecińskiej miały znaczący wpływ na życie codzienne oraz strukturę administracyjną i społeczną miasta. W szczególności dotyczyło to funkcji sprawowanych przez komendanta twierdzy oraz gubernatora miasta, których kompetencje często zachodziły na sfery cywilne.

### Opracowania naukowe i monografie
- Joachim Krüger: Pommern im Dreißigjährigen Krieg. 1998, s. Wszystkie. ISBN 978-3-412-12098-9.* Manfred Schüle: Festung Stettin – Verteidigung und Kontrolle einer Grenzstadt. Rostock: Hinstorff Verlag, 2004, s. Wszystkie. ISBN 978-3-356-01094-7.

- Wilhelm Deist: Die Novemberrevolution 1918 in Deutschland. München: Oldenbourg Verlag, 1979, s. Wszystkie. ISBN 3-486-48576-0.

- Stefan Pätzold: Festungen und Festungsbau in Brandenburg-Preußen 1600–1800. Berlin: BeBra Verlag, 2006, s. Wszystkie. ISBN 978-3-89809-064-4.

- Jean Tulard: Napoléon et les forteresses allemandes. Paris: Fayard, 1987, s. Wszystkie. ISBN 978-2-213-01931-2.

- Heinrich Lange: Revolution und Militär: Die Jahre 1848–1849 in Pommern. Greifswald: Universität Greifswald, 1991, s. Wszystkie.

- Andreas Kunz: Die Kaiserliche Marine und der Krieg im Osten. Hamburg: Mittler Verlag, 1994, s. 140–143. ISBN 3-8132-0421-9.

- Heinz Behrens: Der Festungsbau in Pommern: Von den Schweden bis zum Kaiserreich. Greifswald: Ostdeutscher Verlag, 1992, s. Wszystkie.

### Artykuły i opracowania lokalne
- Edmund Cieślak, Czesław Biernat: Historia Szczecina. Warszawa–Poznań–Szczecin: Wydawnictwo Naukowe PWN, różne, s. t. I–III.
- Krzysztof A. Wąs: Szczecin jako twierdza nowożytna – formy, fazy, funkcje. W: Zeszyty Forteczne, nr 6. 2013, s. 24–46.
- Henryk Lewandowski: Przemiany urbanistyczne Szczecina w XIX wieku. W: Szczeciński Przegląd Historyczny, nr 4. 2001, s. 51–77.

### Źródła kartograficzne i ilustracje
- Matthäus Merian: Topographia Germaniae – Stettin. Ryciny. 1642, s. Wszystkie.

- Zespół „Twierdza Szczecin”, plany i mapy 1713–1900. Szczecin: Archiwum Państwowe w Szczecinie, s. Wszystkie.

- Mapa fortyfikacji Szczecina z 1772 roku. Pomorskie Muzeum Wojskowe, s. Wszystkie.